# Interesseira
"Interesseira" (estilizado como "INTERE$$EIRA") é uma canção da cantora brasileira Luísa Sonza, presente em seu segundo álbum de estúdio, Doce 22 (2021). Contida do Lado A do disco, a faixa foi escrita por Sonza, Arthur Marques, Diego Timbó, Luccas Carlos, Douglas Moda, Rafinha RSQ e Tin e produzida pelos três últimos. 
Em "Interesseira", Sonza se apodera dos comentários negativos que foram ditos para ela, então dando a cara tapa e indo para cima deles. Ela considera a canção mais importante de sua carreira. 

## Desenvolvimento e composição
Durante a composição, Sonza fala sobre sua trajetória enquanto xinganda pelos outros. No primeiro verso, começa com "P***, vagabunda, interesseira", que foram as palavras mais ditas para ela durante sua carreira. Ela pega toda essa dor que sofreu e transforma tudo em um canção que mostra sua força e empoderamento. 
Na faixa, é feito pequenas referências à "Fazendo Assim", "Devagarinho" e "Braba" e uma interpolação de "Boa Menina", que é o verso "Cê vai lembrar de mim / Uma boa menina faz assim, vem" que na nova composição se torna "Eu disse assim / Cê vai lembrar de mim". 

## Lançamento e recepção
Em 18 de junho de 2021, a faixa foi lançada junta ao álbum Doce 22. Foi uma das composições mais aclamadas no disco, ficando atrás de "Penhasco". 
Pouco tempo depois, internautas perceberam que na introdução de "Interesseira" possui uma frase distorcida que Sonza confirmou. Ela só foi revelar a frase, de fato, em 2023 que é "Tava bebendo vinho". "Gosto de deixar as pessoas intrigadas", comentou.

## Desempenho comercial

### Tabelas semanais
| País — Tabela musical (2021) | Melhor posição |
| ---------------------------- | -------------- |
| Portugal (AFP)               | 155            |

### Certificações
| Região                                                        | Certificação | Vendas   |
| ------------------------------------------------------------- | ------------ | -------- |
| Brasil (Pro-Música Brasil)                                    | 2× Platina   | 160,000‡ |
| ‡vendas+valores de streaming baseados somente na certificação |              |          |